# Teruliini
Los teruliínos (Teruliini) son una tribu de hemípteros auquenorrincos de la familia Cicadellidae. Tiene los siguientes géneros.

## Géneros
- Amylidia - Articoelidia - Baluba - Barodecus - Biadorus - Bolidiana - Brevicapitorus - Carinolidia - Cochanga - Conbalia - Corupiana - Crepluvia - Derriblocera - Docalidia - Genatra - Harasupia - Hastalidia - Inoclapis - Jalorpa - Jawigia - Jikradia - Kalimorpha - Korsigianus - Kravilidius - Labocurtidia - Laevilidia - Larsenolidia - Licolidia - Licontinia - Marcapatiana - Mexolidia - Noritonus - Onblavia - Panolidia - Paracarinolidia - Paraterulia - Peayanus - Perspinolidia - Perulidia - Plapigella - Racinolidia - Sapingia - Scapidonus - Spanigorlus - Sprundigia - Stalolidia - Terulia - Vernobia - Yochlia[1]

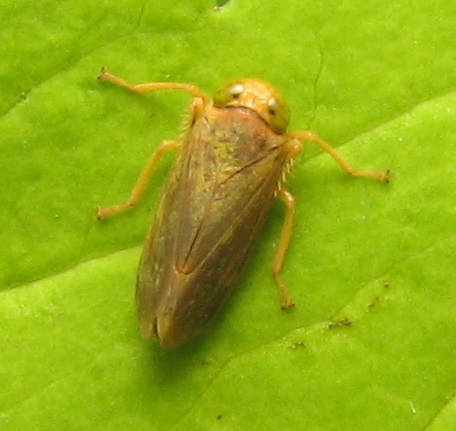
Jikradia olitoria